# Les saltimbanques
Les saltimbanques (título original en francés; en español, Los acróbatas) es una opéra-comique en tres actos con música de Louis Ganne y libreto en francés de Maurice Ordonneau. Se estrenó el 30 de diciembre de 1899 en el Théâtre de la Gaîté en París. En el tercer acto un ballet titulado Les Bohemiennes fue bailado por Julia Duval, Briant, las mujeres del cuerpo de ballet y un grupo de acróbatas, Les Manzoni.
Es una ópera poco representada en la actualidad; en las estadísticas de Operabase aparece con sólo tres representaciones en el período 2005-2010, siendo la más representada de Louis Ganne.

## Discografía
- Les saltimbanques - Mady Mesplé, Éliane Lublin, Raymond Amade, Dominique Tirmont, Claude Calès, Jean-Christophe Benoit - Coros René Duclos, Orquesta de la Association des Concerts Lamoureux, Jean-Pierre Marty - EMI Classics, 1968.

- Les saltimbanques - Janine Micheau, Michel Roux, Robert Massard, Genevieve Moizan, Pierre Dervaux - Accord 465868-2